# Zrakoplovno-tehnički centar
Zrakoplovno-tehnički centar  (ZTC), popularno znan kao Zmaj je javno poduzeće za održavanje i remont zrakoplova i helikoptera u Velikoj Gorici, smješteno pored aerodroma Pleso, koje je započelo s radom u Zagrebu 1945. u obliku tri remontne radionice koje su ujedinjene 1946. u naselju Borongaj. Naziv poduzeća je promijenjen više puta:
- Oblasna aerodromska radionica (OAR), ?.-?.,
- IV. školska aerodromska radionica (IV. ŠARCA), ?.-?.,
- IV. Specijalizovana avionska radionica (IV. SAR), ?.-?.,
- Zavod za oporavku aviona br. 154 (ZOA − 154), 1951. – 1956.,
- Remontnotehnički zavod Zmaj, 1956.-?.,
- Vazduhoplovno-tehnički remontni zavod Zmaj (VTRZ Zmaj), ?.-?.,
- Vazduhoplovni zavod Zmaj (VZ Zmaj), 1971. – 1991.,
- Zrakoplovni tehnički centar, 1991. – 1993.,
- Zrakoplovno-tehnički zavod, 1993. – 2009.,
- Zrakoplovno-tehnički centar, 2009.-....[1]

Početkom 1990.-ih Zavod je bio svjetski priznata institucija, priznata od svih stručnjaka iz područja zrakoplovstva.  Bio je zadužen za remont i održavanje zrakoplova u najvišim stupnjevima i odgovornostima rada.
U početku rada obavljao se samo remont klipnih zrakoplova, a od 1960. i vojnih vozila specijalne namjene. U Veliku Goricu preseljen je 1962. kada je djelatnost preusmjerena na remont mlaznih i malo kasnije podzvučnih zrakoplova. Od 1971. Zavod obavlja i remont nadzvučnih zrakoplova te se od tada specijalizirao za kompletan remont mlaznih i nadzvučnih zrakoplova. Zmaj je bio nositelj remonta podzvučne i nadzvučne borbene avijacije JNA i trenažnih aviona. Godišnje su remontirali 40 - 60 zrakoplova. Imali su višegodišnje unosne poslove s Libijom i Irakom. Zmaj je također remontirao kompletnu sudansku flotu aviona MiG-21. U Hrvatskoj postoji ogromno iskustvo servisiranja i remontiranja MIG-ova, više od 35 godina u 2020., što je rijetka situacija u svijetu i za što je zaslužan Zmaj.
Zavod je bio vojna ustanova u kojoj su razvijane nove tehnologije i tehnička rješenja, a među zaposlenima većina su bile civilne osobe uz malen broj vojnih osoba. Proizvodio je leteće mete za vježbe gađanja, pokretne hidraulične naprave, hidrauličnu dizalicu HD 550 i najsloženije rezervne dijelove za sve tipove podzvučnih i nadzvučnih zrakoplova ratnoga zrakoplovstva. Danas, uvjetno rečeno, održava helikoptere, vojne, civilne i protupožarne zrakoplove, proizvodi vučene mete za registraciju pogodaka, bespilotne letjelice (za izviđanje i kao leteće mete), zemaljsku opremu te pričuvne dijelove. Kvaliteta se osigurava u metrološkom i kemijskom laboratoriju, laboratoriju za nerazarajuća ispitivanja te na univerzalnom ispitnom stolu za rotirajuće i nerotirajuće hidraulične komponente.
Početkom Domovinskoga rata 1991. radnici ZTC-a započeli su tihi štrajk usporavanjem rada, a 14.9. donijeli su odluku kojom su se stavili na raspolaganje Vladi RH. Pridonijeli su obrani RH tako što su onemogućavanjem popravaka zrakoplova koji su se našli u hangarima u to vrijeme spriječili njihovu uporabu u zračnim napadima na Hrvatsku. Vlada RH donijela je 17.11.1991. uredbu o osnivanju poduzeća Zrakoplovni tehnički centar, koji je trebao započeti poslovanje sa sredstvima dotadašnjega Zavoda. Primopredaja Zavoda između JNA i HV-a odrađena je 16.12.1991. Od donošenja odluke do primopredaje odnesen je veliki dio imovine (zrakoplovi, zrakoplovni agregati, oprema, rezervni dijelovi, dokumentacija), a imovina koja je ostala djelomično je uništena. Direktnoj šteti još treba pribrojiti neisplaćene obveze za radničke plaće u iznosu oko tadašnjih 1.5 milijuna USD. Pretrpljena je i neizravna šteta radi prestanka rada - procjene se kreću oko tadašnjih 35 milijuna USD - ističu se gubitak ugovora za održavanje libijskih ratnih zrakoplova, odnosno prekid tehničke suradnje s Libijom i nerealizirani remont iračkih zrakoplova. U neizravnu štetu spada i činjenica da danas RH određeni proračunski dio za oružane snage troši na remont svojih nadzvučnih aviona u drugim državama.
Zmaj je 1993. priključen MORH-u kao Zrakoplovno-tehnički zavod. Odlukom Vlade RH 2009. ustrojen je današnji Zrakoplovno-tehnički centar kao trgovačko društvo. To je omogućilo ulaz na civilno i međunarodno tržište.
Danas, veliki dio domaćih zrakoplovnih stručnjaka obučenih u Zmaju radi u Zagrebačkom prometnom zavodu.